# Сосницкий, Сергей Васильевич
Сергей Васильевич Сосницкий (1913, Николаев — 3 января 1973, Симферополь, Крымская область) — советский государственный деятель, председатель Севастопольского горисполкома, заместитель председателя Крымского облисполкома.

## Биография

Никита Хрущев и члены правительства вручают орден «Красного знамени» городу Севастополю, 1955 год. Слева направо: Н. С. Хрущёв, К. Е. Ворошилов, 1 секретарь Севастопольского ГК КПУ А. Г. Коровченко, председатель Севастопольского горисполкома С. В. Сосницкий

Родился в семье рабочего. В 1934 году окончил металлургический техникум. В 1934—1941 годах работал на строительстве металлургических предприятий города Мариуполя Сталинской области.
Член ВКП(б) с 1940 года.
В 1941—1943 годах, во время Великой Отечественной войны, работал на предприятиях оборонной промышленности СССР. С 1943 года — на руководящей партийной работе, первый секретарь Барнаульского горкома ВКП(б).
В 1950 году окончил Высшую партийную школу при ЦК ВКП(б).
В 1950—1957 годах — председатель исполнительного комитета Севастопольского городского совета депутатов трудящихся.
С 1957 по 12 января 1963 — заместитель председателя исполнительного комитета Крымского областного совета депутатов трудящихся.
До 3 января 1973 года — начальник Крымского областного жилищного управления.

## Награды
- орден Трудового Красного Знамени
- два ордена «Знак Почета»
- орден Красной Звезды
- медали